# Michelle Simone Miller
Michelle Simone Miller (* in Manhattan, New York City) ist eine US-amerikanische Schauspielerin, Filmproduzentin und Model.

## Leben
Miller besuchte von 2003 bis 2007 die Stuyvesant High School, anschließend besuchte sie die Brandeis University, die sie 2011 mit dem Bachelor of Arts in den Fächern Theater und Englisch abschloss. Während ihrer Schulzeit war sie im Ensemble des Schultheaters und besuchte Schauspielfortbildungen. 2012 war sie Model bei MakeUp4Ever, anschließend bis 2016 stand sie bei der Hart Agency unter Vertrag. Von 2013 bis 2019 unterrichtete sie an der Hebrew School Schauspiel.
Ihr Filmdebüt machte sie 2012 im Spielfilm Bomber Jackets. 2014 war sie in sieben Episoden als Gabriella de Vargas in der Mini-Fernsehserie YouStar: Road to Fame zu sehen. 2015 hatte sie eine Doppelrolle, unter anderen eine der Hauptrollen, in Queen Crab – Die Killerkrabbe.

## Filmografie (Auswahl)

### Schauspiel
- 2012: Bomber Jackets
- 2012: All Wifed Out
- 2013: The Unwanted
- 2014: Winter’s Tale
- 2014: YouStar: Road to Fame (Miniserie, 7 Episoden)
- 2015: One Bad Choice (Fernsehserie, Episode 1x04)
- 2015: Queen Crab – Die Killerkrabbe (Queen Crab)
- 2016: Blue Bloods – Crime Scene New York (Blue Bloods, Fernsehserie, Episode 7x04)
- 2016: Battle of the Bands (Kurzfilm)
- 2017: Homeland (Fernsehserie, Episode 6x09)
- 2017: MindFull (Kurzfilm)
- 2017: The Proposal Artist (Kurzfilm)
- 2020: When the World Was Young (Kurzfilm)

### Produktion
- 2017: MindFull (Kurzfilm)
- 2017: The Proposal Artist (Kurzfilm)
- seit 2020: Mentors on the Mic (Podcast-Serie)